# Пунгарабато
Пунгарабато (исп. Pungarabato) — город и муниципалитет в Мексике, входит в штат Герреро. Население 36 тысяч человек.